# Oleg Grigorjewitsch Kussakin
Oleg Grigorjewitsch Kussakin (russisch Олег Григорьевич Кусакин; * 12. Juli 1930 in Leningrad; † 21. August 2001 in Wladiwostok) war ein sowjetisch-russischer Hydrobiologe und Hochschullehrer.

## Leben
Kussakin studierte an der Universität Leningrad (LGU) in der Biologischen Fakultät mit Abschluss 1953. Nach der Aspirantur bei Jewpraksija Fjodorowna Gurjanowa am Lehrstuhl für Hydrobiologie und Ichthyologie der LGU verteidigte er 1958 mit Erfolg seine Dissertation über die Fauna und Flora des Litorals der südlichen Kurilen für die Promotion zum Kandidaten der biologischen Wissenschaften. 1957 war er Mitarbeiter des Leningrader Zoologie-Instituts der Akademie der Wissenschaften der UdSSR (AN-SSSR, seit 1991 Russische Akademie der Wissenschaften (RAN)) geworden.
Von 1960 bis zu seinem Tode lehrte Kussakin an der Fernöstlichen Staatlichen Universität in Wladiwostok und an der LGU (1976 Ernennung zum Professor).
1966 ging Kussakin nach Wladiwostok und organisierte zusammen mit Alexei Wiktorowitsch Schirmunski das neue Institut für Meeresbiologie der Fernostabteilung (DWO) der AN-SSSR in Wladiwostok, in dem er 1967 Laboratoriumsleiter wurde. 1971 verteidigte er mit Erfolg seine Doktor-Dissertation über die Verbreitung und einige Charakteristika der vertikalen Verteilung der Asseln der kalten und gemäßigten Gewässer des Weltmeers für die Promotion zum Doktor der biologischen Wissenschaften.
Kussagin nahm an 30 Expeditionen teil. Er entwickelte ein Schema der biogeographischen Zonierung des fernöstlichen Litorals. Er formulierte ein neues Konzept der Tiefseefauna mit Tiefen über 2000 m. Forschungsschwerpunkte waren die Taxonomie, die Biodiversität und die Biogeographie der Asseln in Meer- und Brackwasser. Insbesondere untersuchte er die Scherenasseln.
1990 wurde Kussakin zum Korrespondierenden Mitglied der AN-SSSR und 1994 zum Vollmitglied der RAN gewählt.
1994 veröffentlichte Kussakin zusammen mit A. L. Drosdow ein zweibändiges Werk über eine Megasystematik der Lebewesen mit einem Prolegomenon als ersten Teil und einem zweiten Teil mit den Prokaryoten und den Eukaryoten. 1997 beschrieb Kussakin zusammen mit J. J. Petrow die Undariella kurilensis der Laminariales. Zusammen mit Andrei Wladimirowitsch Adrianow erstellte er 1998 einen taxonomischen Katalog der Lebewesen in der Peter-der-Große-Bucht.
Die DWO der RAN stiftete den Kussakin-Preis für Erforschung der Meereslebewesen.

## Ehrungen
- Orden des Roten Banners der Arbeit (1986)